# Angrignon (Metro Montreal)

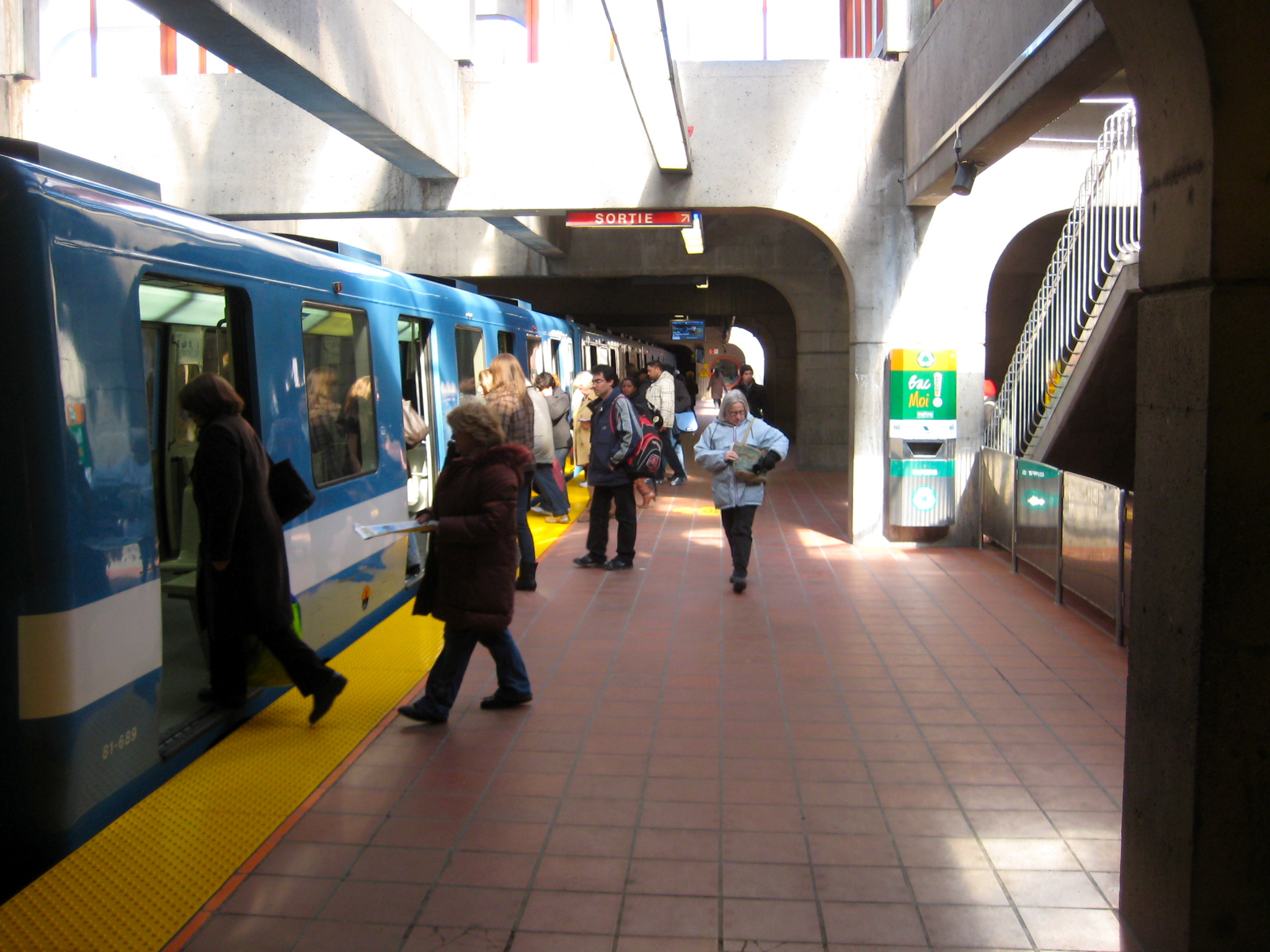
Blick auf einen der Bahnsteige

Angrignon ist eine U-Bahn-Station in Montreal. Sie befindet sich im Arrondissement Le Sud-Ouest am Boulevard Angrignon und am Nordrand des Parc Angrignon. Es handelt sich um die südliche Endstation der grünen Linie 1. Im Jahr 2019 nutzten 5.472.628 Fahrgäste die Station, was dem 15. Rang unter den insgesamt 68 Stationen der Metro Montreal entspricht. Einen großen Teil des Verkehrsaufkommens generiert der benachbarte Busbahnhof.

## Bauwerk

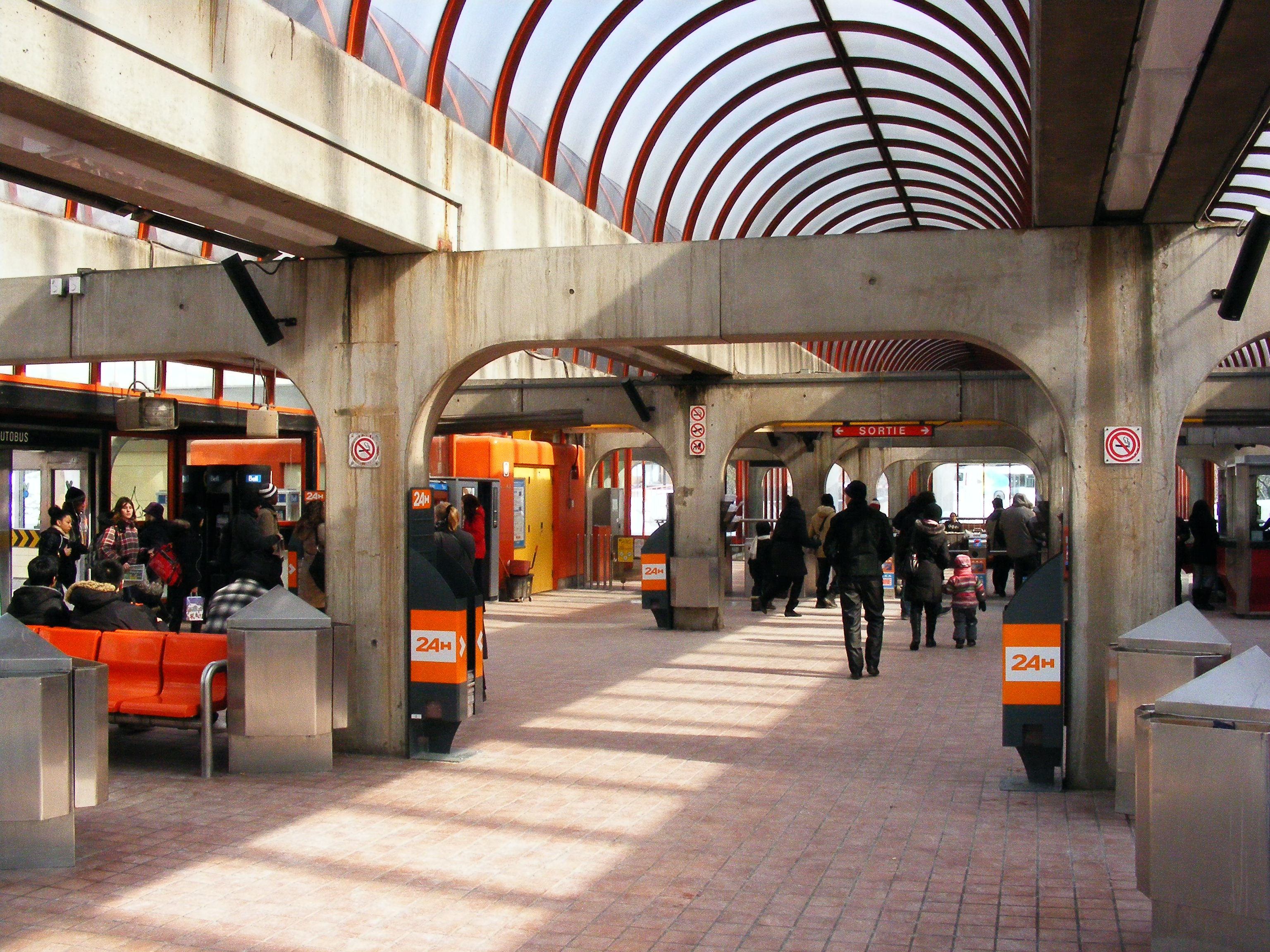
Eingangshalle

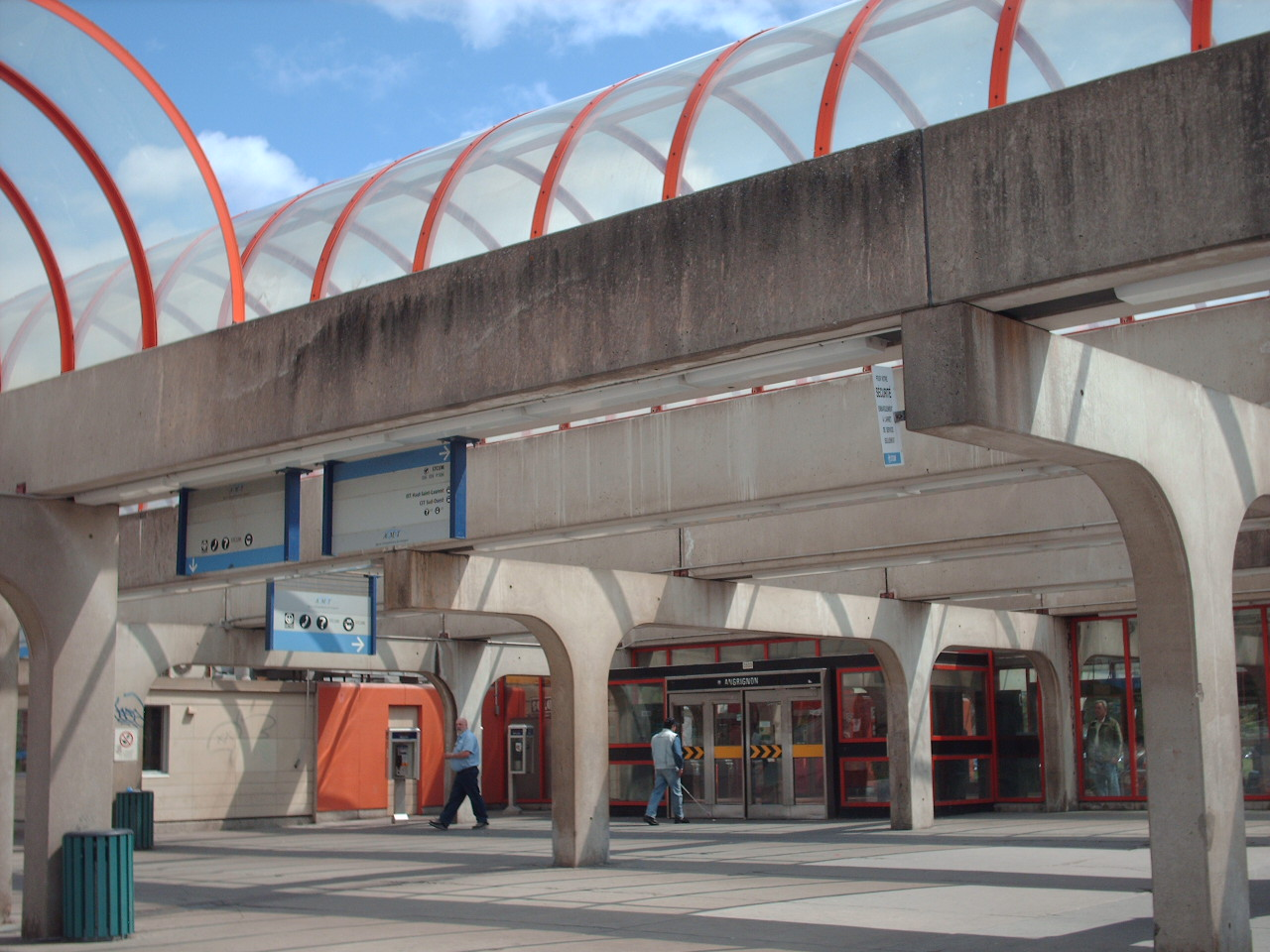
Stationsgebäude

Die von Jean-Louis Beaulieu entworfene Station entstand in offener Bauweise. Ein großer Teil liegt oberirdisch in einem Einschnitt, wird aber von Röhren aus Glas und Beton umschlossen und ist somit wie der Rest des Metronetzes vor klimatischen Einflüssen geschützt. Das Tageslicht dringt praktisch ungehindert in die gesamte Station und der benachbarte Park gibt der Anlage einen naturnahen Eindruck. Der weitläufige Eingangspavillon über den Gleisen besitzt ein Dach, das aus zahlreichen halbzylindrischen, transparenten Plexiglaskuppeln besteht. Die geschwungenen roten Rahmen kontrastieren stark mit dem Grün der Parkanlage.
In 4,3 Metern Tiefe befindet sich die Bahnsteigebene mit zwei Seitenbahnsteigen. Die Entfernung zur benachbarten Station Monk, von Stationsende zu Stationsanfang gemessen, beträgt 844,29 Meter. Unmittelbar neben der Station liegt ein Busbahnhof, der von der Autorité régionale de transport métropolitain (ARTM) betriebene Terminus Angrignon. Von dort aus verkehren zehn Buslinien und eine Nachtbuslinie der Société de transport de Montréal. Hinzu kommen ein Dutzend Linien von exo, die verschiedene Gemeinden in der Region Rive-Sud erschließen. Außerdem unterhält die ARTM eine Park-and-ride-Anlage mit 733 Parkplätzen.

## Geschichte
Die Eröffnung der Station und des südlichsten Abschnitts der grünen Linie erfolgte am 3. September 1978, zusammen mit dem Teilstück von Atwater her. Namensgeber ist der Boulevard Angrignon. Dieser wiederum ist nach Jean-Baptiste Arthur Angrignon (1875–1948) benannt, der als Stadtrat von Montreal maßgeblich zur Entwicklung des umliegenden Stadtteils beitrug.